# Битка на Лођи
Битка на Лођи (алб. Beteja e Loxhës) је вођена током Косовског рата у селу Лођа, прво 6-12. јула 1998. а касније 10-17. августа 1998. године између Војске Југославије, Ослободилачке војске Косова (ОВК) и Оружане снаге Републике Косова (ФАРК). Прва битка је била операција против албанских побуњеника након што су убијена два српска полицајца који су патролирали тим подручјем. Прва битка завршена је победом ОВК,  док је друга операција завршена победом Југославије.